# Huitième circonscription de Hokkaidō
La huitième circonscription de Hokkaidō (北海道第8区, Hokkaidō dai-hachi-ku) est l'une des douze circonscriptions législatives que compte la préfecture de Hokkaidō au Japon.

## Description géographique
Depuis 1994, la huitième circonscription de Hokkaidō correspond aux sous-préfectures de Hiyama et Oshima, dont la ville de Hakodate et les bourgs de Kamiiso (ja) et Ōno (ja) devenus entre-temps la ville de Hokuto,,.

## Députés
| Législature | Début de mandat | Fin de mandat | Député élu       | Parti politique | Parti politique |
| ----------- | --------------- | ------------- | ---------------- | --------------- | --------------- |
| 41e         | 1996            | 2000          | Yoshio Hachiro   |                 | PDJ             |
| 42e         | 2000            | 2003          | Yoshio Hachiro   |                 | PDJ             |
| 43e         | 2003            | 2005          | Seiichi Kaneta   |                 | PDJ             |
| 44e         | 2005            | 2009          | Seiichi Kaneta   |                 | PDJ             |
| 45e         | 2009            | 2012          | Seiji Ōsaka      |                 | PDJ             |
| 46e         | 2012            | 2014          | Kazuo Maeda (ja) |                 | PLD             |
| 47e         | 2014            | 2017          | Seiji Ōsaka      |                 | PDJ             |
| 48e         | 2017            | 2021          | Seiji Ōsaka      |                 | PDC             |
| 49e         | 2021            | 2024          | Seiji Ōsaka      |                 | PDC             |
| 50e         | 2024            | -             | Seiji Ōsaka      |                 | PDC             |